# Ménil-Gondouin
Pour les articles homonymes, voir Gondouin.
Ménil-Gondouin est une commune française, située dans le département de l'Orne en région Normandie, peuplée de 157 habitants.

## Géographie

### Communes limitrophes
| Chênedouit                         | Sainte-Croix-sur-Orne                          | Sainte-Croix-sur-Orne, Putanges-Pont-Écrepin |
| Chênedouit, Saint-André-de-Briouze | Ménil-Gondouin                                 | Putanges-Pont-Écrepin                        |
| Saint-André-de-Briouze             | Saint-André-de-Briouze, La Fresnaye-au-Sauvage | La Fresnaye-au-Sauvage                       |

### Écarts et lieux-dits
Le village est composé de plusieurs hameaux :
- le Bisson
- le Haut Bisson
- le Bois
- Bois Thibault
- le Bouillon
- le Petit Bouillon
- le Bourg
- le Bourg Neuf
- les Hautes Bruyères
- la Buzotière
- le Champ Got
- les Champs
- la Chaumière
- le Chenot
- le Cimetière
- le Clos
- les Closets
- la Coconière
- la Cour
- le Couture Réchaux
- l'Etre Brequin
- l'Etre Journaux
- l'Etre Mallet
- l'Etre SérantlLe Fief Noir
- la Foirie
- la Franchise
- les Girots
- Launay
- le Logis de Sainte-Honorine
- le Moulin
- la Planche au Brun
- le Pré Sérant
- la Roche
- la Roche Bourdon
- le Rocher
- le Rocher Boucrel
- le Rocher Montain
- les Routils
- le Sacq
- Saint-Clair
- Sainte-Honorine
- les Suquets
- le Val Vilaine
- le Vaulegeard

### Hydrographie
La commune est située dans le bassin Seine-Normandie. Elle est drainée par la Fontaine au Heron, le cours d'eau 01 de l'Étre Mallet, le cours d'eau 01 de Sainte-Honorine, le cours d'eau 01 des Suquets, le cours d'eau 02 de Lêtre Mallet, le fossé 01 du Champ des Poiriers, le fossé 01 du Meseret et le ruisseau de Vienne,.

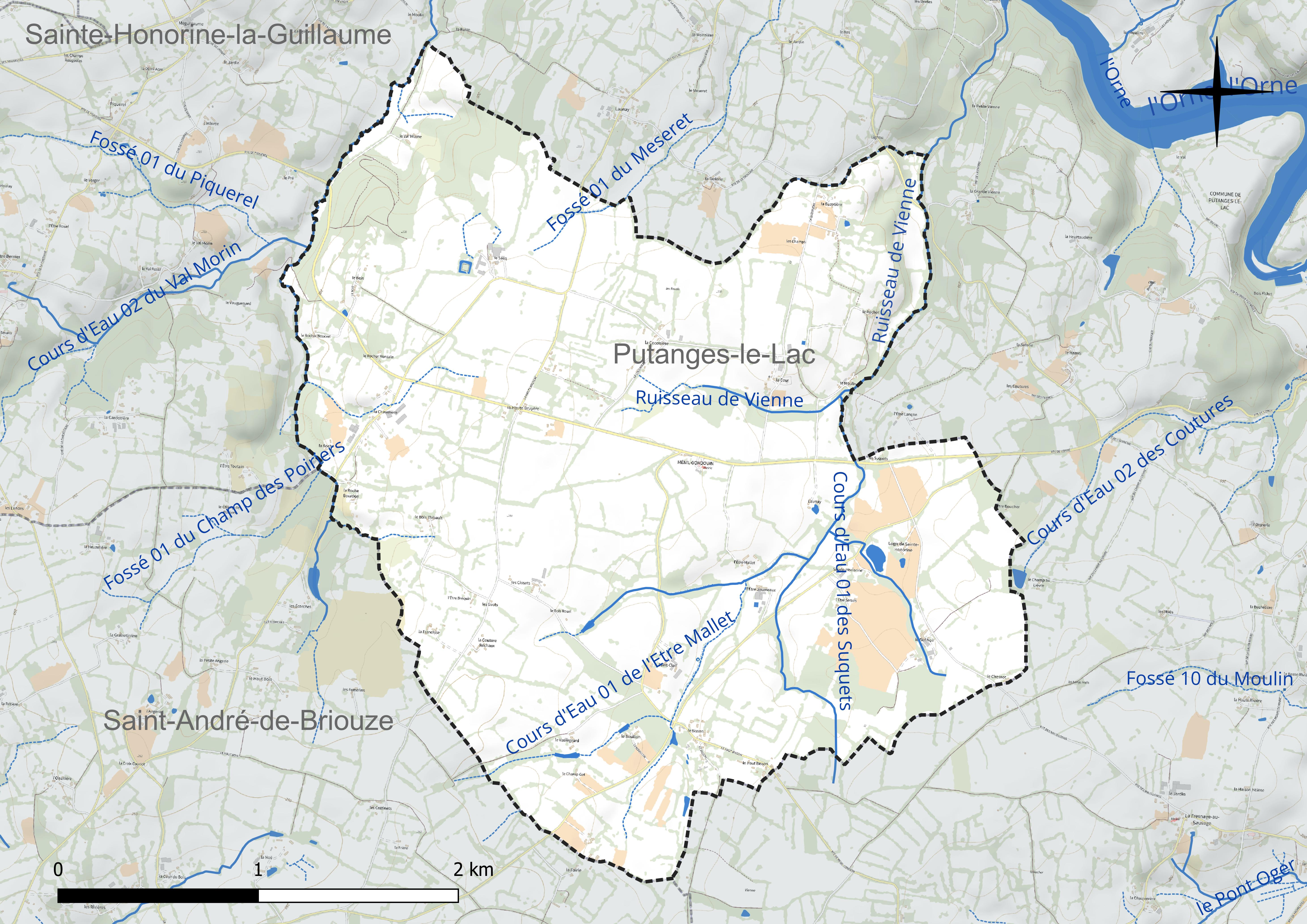
Réseau hydrographique de Ménil-Gondouin.

### Climat
Pour des articles plus généraux, voir Climat de la Normandie et Climat de l'Orne.
En 2010, le climat de la commune est de type climat océanique altéré, selon une étude du CNRS s'appuyant sur une série de données couvrant la période 1971-2000. En 2020, Météo-France publie une typologie des climats de la France métropolitaine dans laquelle la commune est exposée à un climat océanique et est dans la région climatique Normandie (Cotentin, Orne), caractérisée par une pluviométrie relativement élevée (850 mm/a) et un été frais (15,5 °C) et venté. Parallèlement le GIEC normand, un groupe régional d’experts sur le climat, différencie quant à lui, dans une étude de 2020, trois grands types de climats pour la région Normandie, nuancés à une échelle plus fine par les facteurs géographiques locaux. La commune est, selon ce zonage, exposée à un « climat contrasté des collines », correspondant au Bocage normand, bien arrosé, voire très arrosé sur les reliefs les plus exposés au flux d’ouest, et frais en raison de l’altitude.
Pour la période 1971-2000, la température annuelle moyenne est de 10 °C, avec une amplitude thermique annuelle de 13,3 °C. Le cumul annuel moyen de précipitations est de 838 mm, avec 12,8 jours de précipitations en janvier et 7,8 jours en juillet. Pour la période 1991-2020, la température moyenne annuelle observée sur la station météorologique la plus proche, située sur la commune de Briouze à 8 km à vol d'oiseau, est de 10,9 °C et le cumul annuel moyen de précipitations est de 920,5 mm,. Pour l'avenir, les paramètres climatiques de la commune estimés pour 2050 selon différents scénarios d’émission de gaz à effet de serre sont consultables sur un site dédié publié par Météo-France en novembre 2022.

## Urbanisme

### Typologie
Au 1er janvier 2024, Ménil-Gondouin est catégorisée commune rurale à habitat très dispersé, selon la nouvelle grille communale de densité à sept niveaux définie par l'Insee en 2022.
Elle est située hors unité urbaine et hors attraction des villes,.

### Occupation des sols
L'occupation des sols de la commune, telle qu'elle ressort de la base de données européenne d’occupation biophysique des sols Corine Land Cover (CLC), est marquée par l'importance des territoires agricoles (93,7 % en 2018), en diminution par rapport à 1990 (96,7 %). La répartition détaillée en 2018 est la suivante : 
prairies (74,2 %), zones agricoles hétérogènes (16,7 %), forêts (3,3 %), terres arables (2,9 %), milieux à végétation arbustive et/ou herbacée (2,9 %). L'évolution de l’occupation des sols de la commune et de ses infrastructures peut être observée sur les différentes représentations cartographiques du territoire : la carte de Cassini (XVIIIe siècle), la carte d'état-major (1820-1866) et les cartes ou photos aériennes de l'IGN pour la période actuelle (1950 à aujourd'hui).

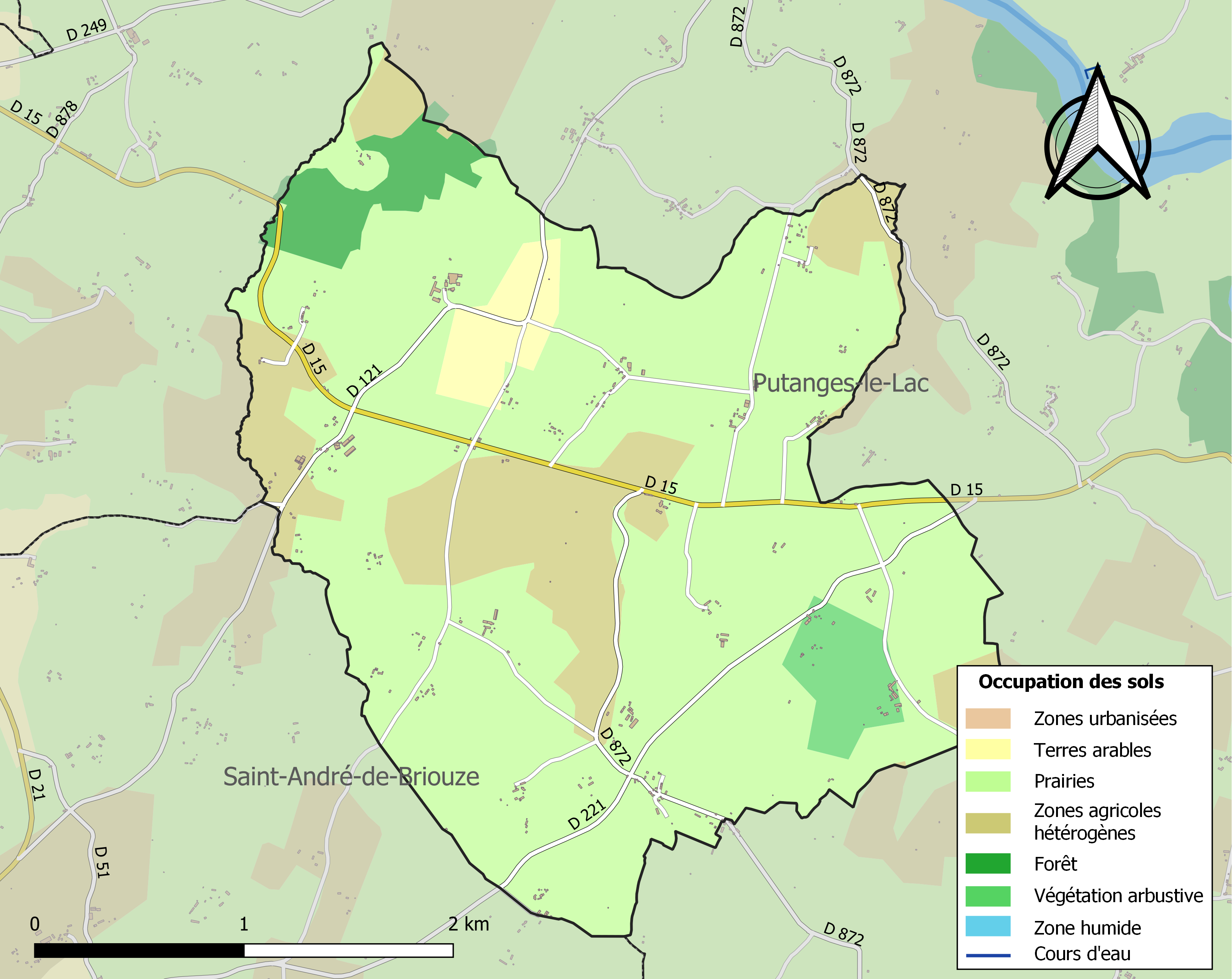
Carte des infrastructures et de l'occupation des sols de la commune en 2018 (CLC).

## Toponymie
Le nom de la localité est attesté sous la forme latinisée Mesnillum Gondoini vers 1200, puis les formes romanes Mesnilgondoin en 1373, Mesnil Gondouin en 1793, Menil-Gondouin en 1801.
L'ancien français mesnil, « domaine rural », est à l'origine de nombreux toponymes, notamment en Normandie. Dans l'Orne, un préfet a décidé de modifier les Mesnil en Ménil.
René Lepelley attribue l'origine de Gondouin à un patronyme, variante de Gondoin, représentant la forme évoluée de Gundwin, nom de personne d'origine germanique composé des éléments gund « combat » et win « ami ».
Le gentilé est Ménil-Gondoyen.

## Histoire
En 1608, Pierre des Rotours (marié à Anne de Vauquelin) est « seigneur du Sacq ». En 1625, Pierre Rorel est curé du Ménil-Gondouin.[réf. nécessaire]
En 1822, Ménil-Gondouin (483 habitants en 1821) absorbe Le Sacq (101 habitants) et Sainte-Honorine-la-Petite (171 habitants), respectivement au nord-ouest et au sud-est de son territoire.

## Politique et administration
| Période                                  | Période    | Identité         | Étiquette | Qualité                    |
| ---------------------------------------- | ---------- | ---------------- | --------- | -------------------------- |
| 1848                                     | 1871       | Louis Dauphin    |           |                            |
|                                          |            |                  |           |                            |
| ?                                        | mars 2001  | Robert Baloche   |           |                            |
| mars 2001                                | avril 2014 | Guy Béchet       |           | Ingénieur-conseil retraité |
| avril 2014                               | mars 2017  | René Ernoult     | SE        | Retraité                   |
| juillet 2017                             | En cours   | Pascal Bouquerel | SE        | Agriculteur-éleveur        |
| Les données manquantes sont à compléter. |            |                  |           |                            |

Le conseil municipal est composé de onze membres dont le maire et deux adjoints.

## Démographie
L'évolution du nombre d'habitants est connue à travers les recensements de la population effectués dans la commune depuis 1793. Pour les communes de moins de 10 000 habitants, une enquête de recensement portant sur toute la population est réalisée tous les cinq ans, les populations de référence des années intermédiaires étant quant à elles estimées par interpolation ou extrapolation. Pour la commune, le premier recensement exhaustif entrant dans le cadre du nouveau dispositif a été réalisé en 2005.
En 2022, la commune comptait 157 habitants, en évolution de −9,25 % par rapport à 2016 (Orne : −3,21 %, France hors Mayotte : +2,11 %).
Ménil-Gondouin a compté jusqu'à 712 habitants en 1836.
| 1793 | 1800 | 1806 | 1821 | 1836 | 1841 | 1846 | 1851 | 1856 |
| ---- | ---- | ---- | ---- | ---- | ---- | ---- | ---- | ---- |
| 254  | 465  | 488  | 483  | 712  | 673  | 682  | 636  | 579  |

| 1861 | 1866 | 1872 | 1876 | 1881 | 1886 | 1891 | 1896 | 1901 |
| ---- | ---- | ---- | ---- | ---- | ---- | ---- | ---- | ---- |
| 570  | 510  | 504  | 503  | 445  | 417  | 409  | 372  | 375  |

| 1906 | 1911 | 1921 | 1926 | 1931 | 1936 | 1946 | 1954 | 1962 |
| ---- | ---- | ---- | ---- | ---- | ---- | ---- | ---- | ---- |
| 375  | 326  | 290  | 284  | 278  | 268  | 254  | 261  | 253  |

| 1968 | 1975 | 1982 | 1990 | 1999 | 2005 | 2006 | 2010 | 2015 |
| ---- | ---- | ---- | ---- | ---- | ---- | ---- | ---- | ---- |
| 220  | 191  | 170  | 158  | 178  | 175  | 175  | 168  | 172  |

| 2020 | 2022 | - | - | - | - | - | - | - |
| ---- | ---- | - | - | - | - | - | - | - |
| 162  | 157  | - | - | - | - | - | - | - |

| 1793 | 1800 | 1806 | 1821 |
| ---- | ---- | ---- | ---- |
| 111  | 87   | 88   | 101  |

| 1793 | 1800 | 1806 | 1821 |
| ---- | ---- | ---- | ---- |
| 154  | 132  | 153  | 171  |

## Lieux et monuments
- Église Saint-Vigor, de 1870, consécutive à l'unification des trois paroisses. L'abbé Victor Paysant en fera de 1873 à 1921 une église vivante et parlante en la décorant de scènes illustrant les Saintes Écritures ou la vie des saints et y ajoutant les textes. Une tête de statue, fragment d'une Vierge couronnée, est classée à titre d'objet aux Monuments historiques[36].
- Château de la Cour, des XVIe et XVIIe siècles. Les vestiges et les dépendances sont inscrits au titre des Monuments historiques depuis le 16 mars 1987[37].
- Logis de Sainte-Honorine, des XVe et XVIIIe siècles, inscrit au titre des Monuments historiques depuis le 3 juin 1975[38].
- Ruines du château du Sacq.

## Personnalités liées à la commune
- Jacques Lefrère des Maisons (1773-1859), homme politique né à Ménil-Gondouin, maire de Méniglaise, député de l'Orne de 1822 à 1824.
- L'abbé Paysant (1841-1921), curé de Ménil-Gondouin pendant près de 50 ans (de 1873 à 1921).
- Gaston Lefavrais (1913-1983), peintre ayant peint les environs et y étant décédé en 1983[39]. Le collège de Putanges-Pont-Écrepin porte son nom.